# Consiglio di Credenza

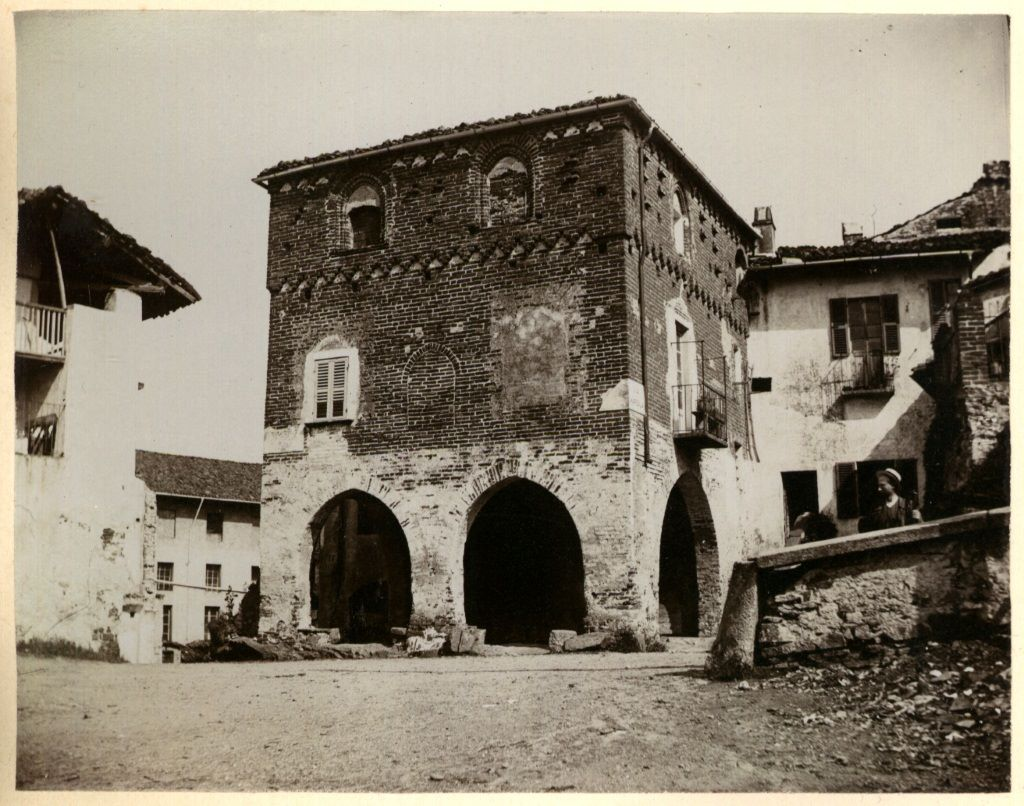
Il Palazzo della Credenza a Ivrea

Il Consiglio di Credenza era un organo collegiale dei comuni della Lombardia che assisteva i consoli nel disbrigo dei propri compiti: si trattava dell'unico organo comunale dotato dei pieni poteri, dichiarava guerra e sanciva la pace, riceveva ambasciatori, poteva alienare i beni del comune e sanzionare i debitori, oltre ad avere l'ultima parola sulle modifiche degli statuti.
Composto da membri denominati credenziari o silenziari, avevano l'obbligo di mantenere il segreto sulle questioni sottoposte a essi, e spesso nominavano anche i consoli o i podestà. Sovente era il nucleo dell'assemblea ristretta del comune, chiamata in alcuni Senato e in altri Consiglio degli Anziani.
Oltre che nell'area storica lombarda, consigli di Credenza vennero istituiti anche in alcune aree dello Stato Pontificio, soprattutto nelle Marche, e in Toscana.

## Storia
Tali consigli vennero istituiti nell'area lombarda sin dalla metà del XII secolo, arrivando spesso a grandi dimensioni, ad esempio a Milano era composta da più di 800 membri: in questi casi consoli e podestà solevano appellarsi ad una parte più o meno grande dell'assemblea in base alla tematica da analizzare o al livello di segretezza richiesto. L'importanza delle Credenza si notava anche dal fatto che il loro consenso fu necessario per concludere la tregua tra la Lega Lombarda e Federico Barbarossa nel 1177.
Verso la fine del secolo iniziarono ad assumere il nome di consilium communis, divenendo nei fatti i consigli minori della città: sempre nel medesimo periodo in alcuni comuni sollevazioni popolari portarono all'istituzioni di credenze per il popolo minuto, come accadde a Milano con la Credenza di Sant'Ambrogio o a Pavia con quella di San Siro. Tale istituzione andò a diffondersi anche oltre il Po, assumendo il nome di massa populi, giundendo fino ad alcuni comuni della Toscana.
Con la transizione dal periodo consolare a quello podesterile il potere di detti consigli iniziò a calare: seppur massimo nel periodo di transizione, con l'accentramento del potere nelle mani dei podestà calò sino all'affermazione delle Signorie. In ogni caso, rimase un organo amministrativo dei comuni anche successivamente, venendo mantenuto in alcuni comuni della Lombardia orientale, oppure istituito ex novo, sino alla caduta della Repubblica di Venezia.